# Fornhebreiska
Fornhebreiska är den hebreiska som skrevs med det fornhebreiska alfabetet, ett alfabet byggt på det feniciska alfabetet och som omfattar 22 konsonanter. I samband med deportationerna som följde efter Jerusalems fall 587 f.Kr. har hebreiskan börjat skrivas med det arameiska alfabetet.
Se även: bibelhebreiska